# Marie Adrien Persac

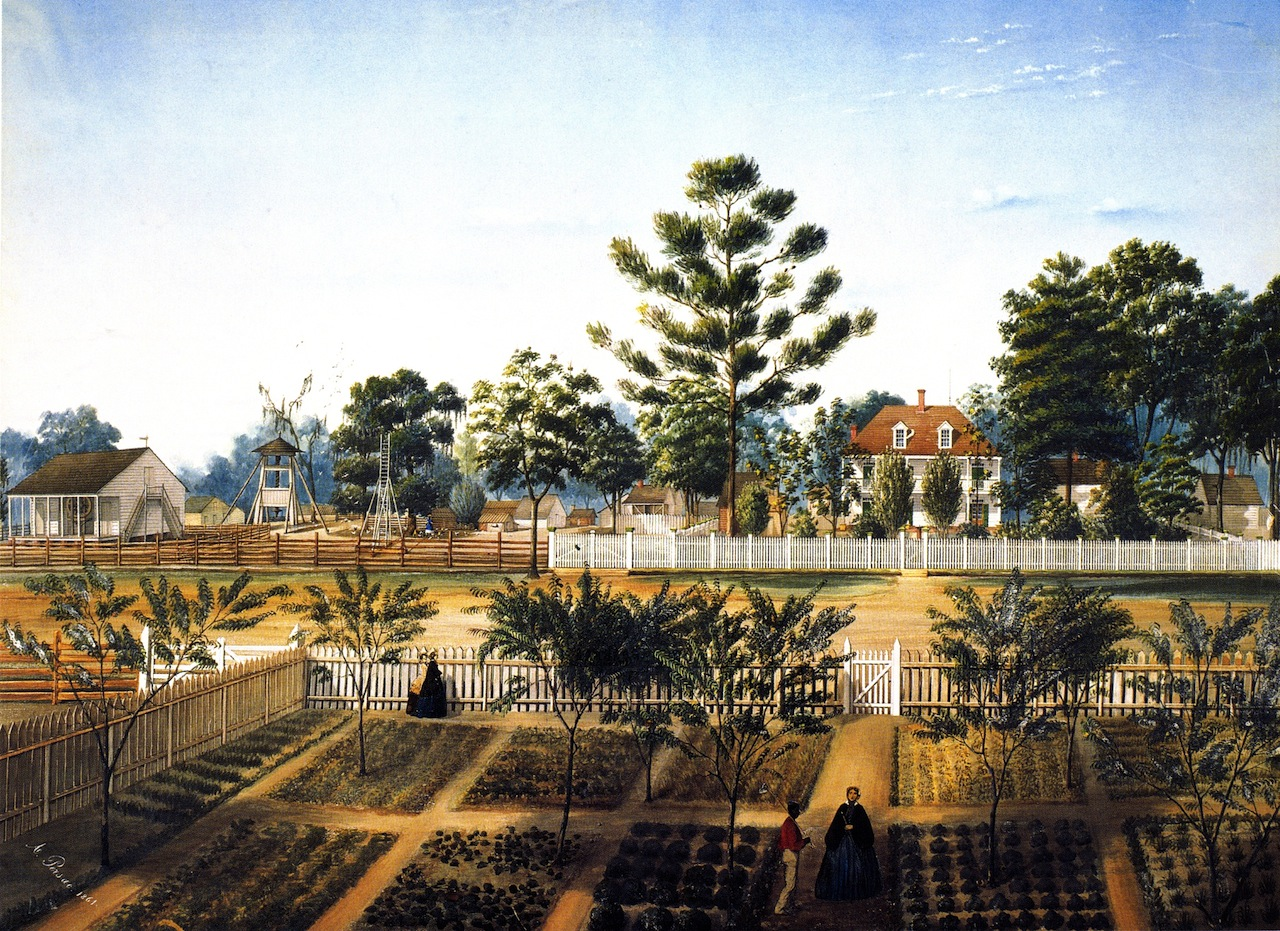
Bois de Flèche Plantation (1861)

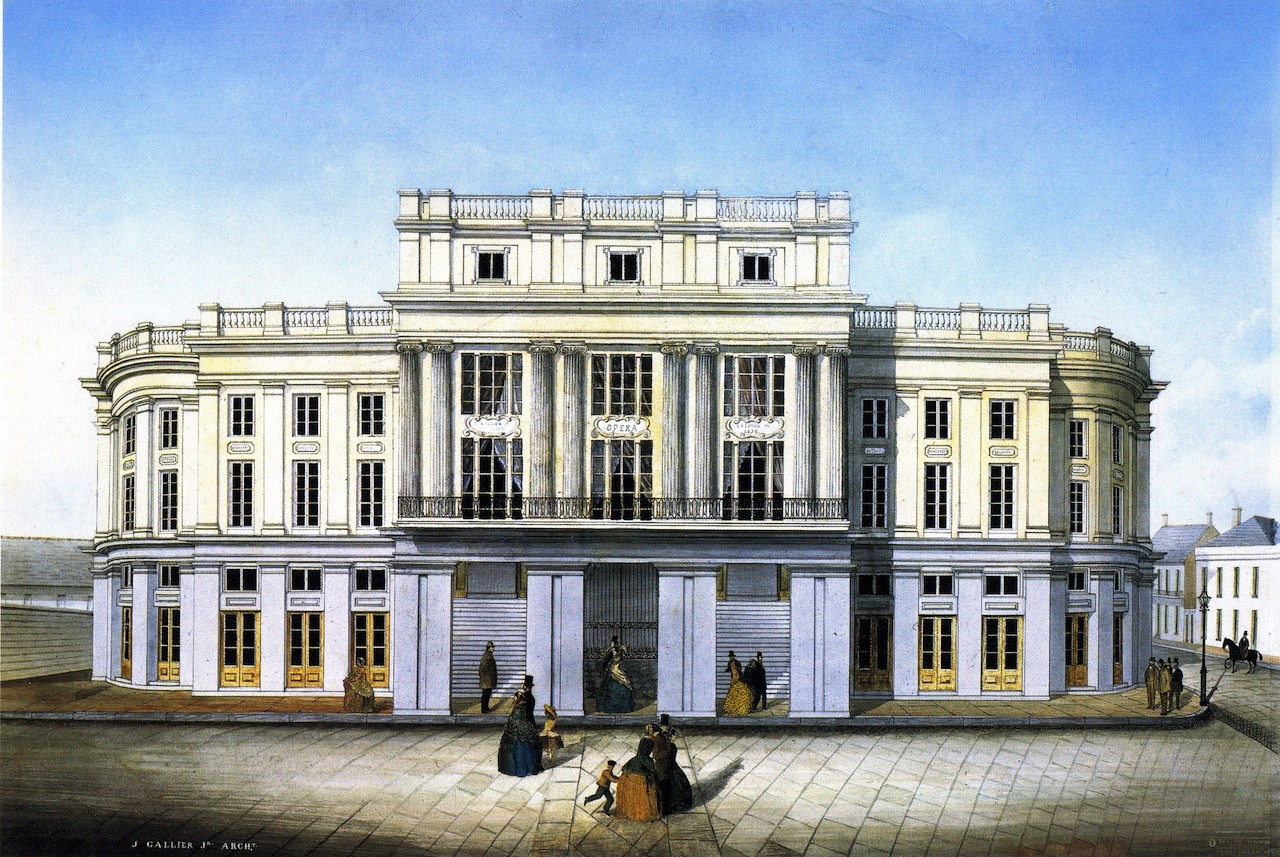
French Opera House (1859)

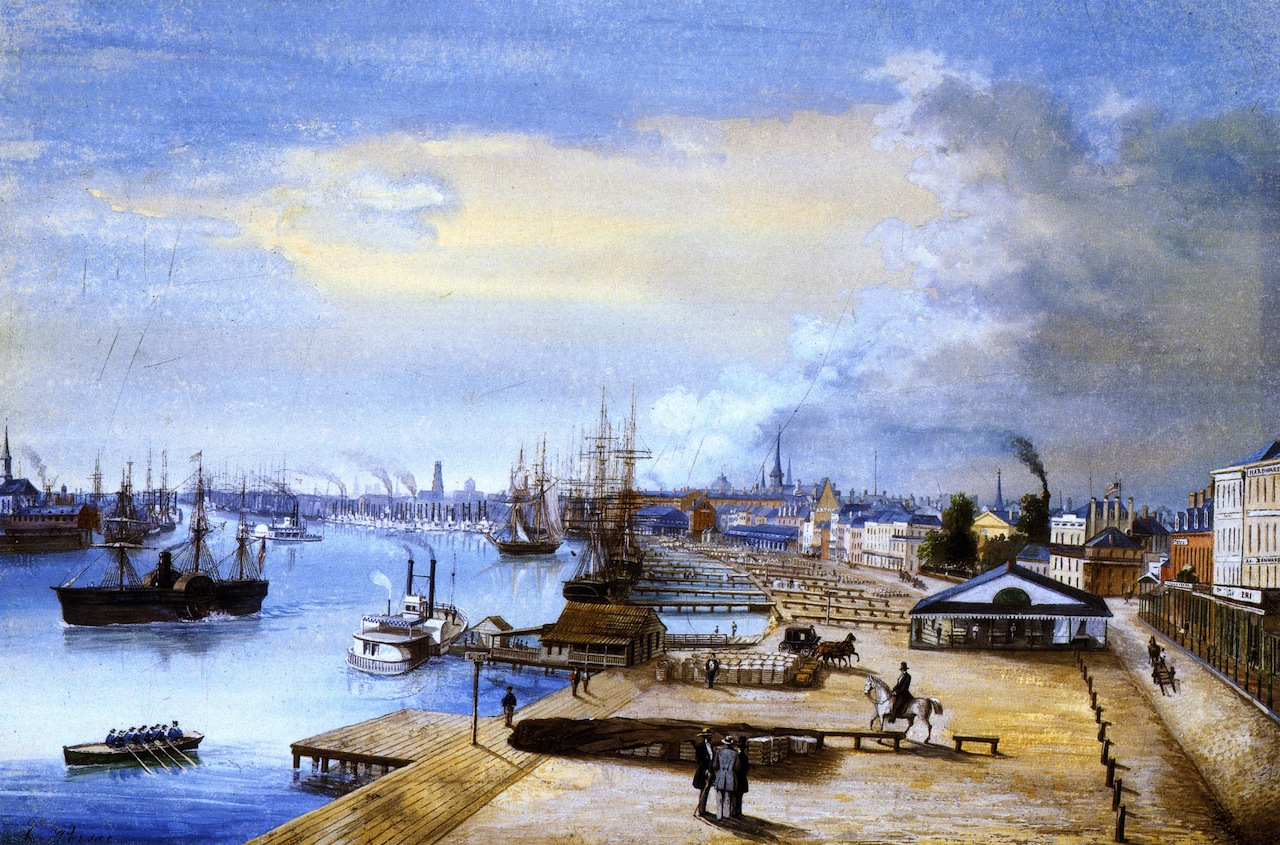
Port and City of New Orleans (1858)

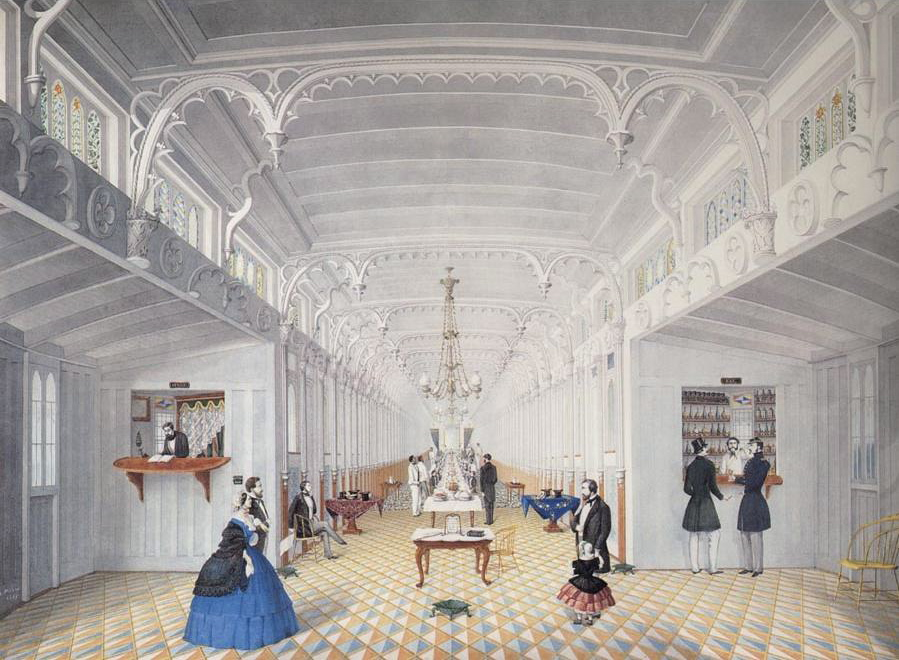
Interior of the Main Cabin of the Steamboat Princess/Imperial (1861)

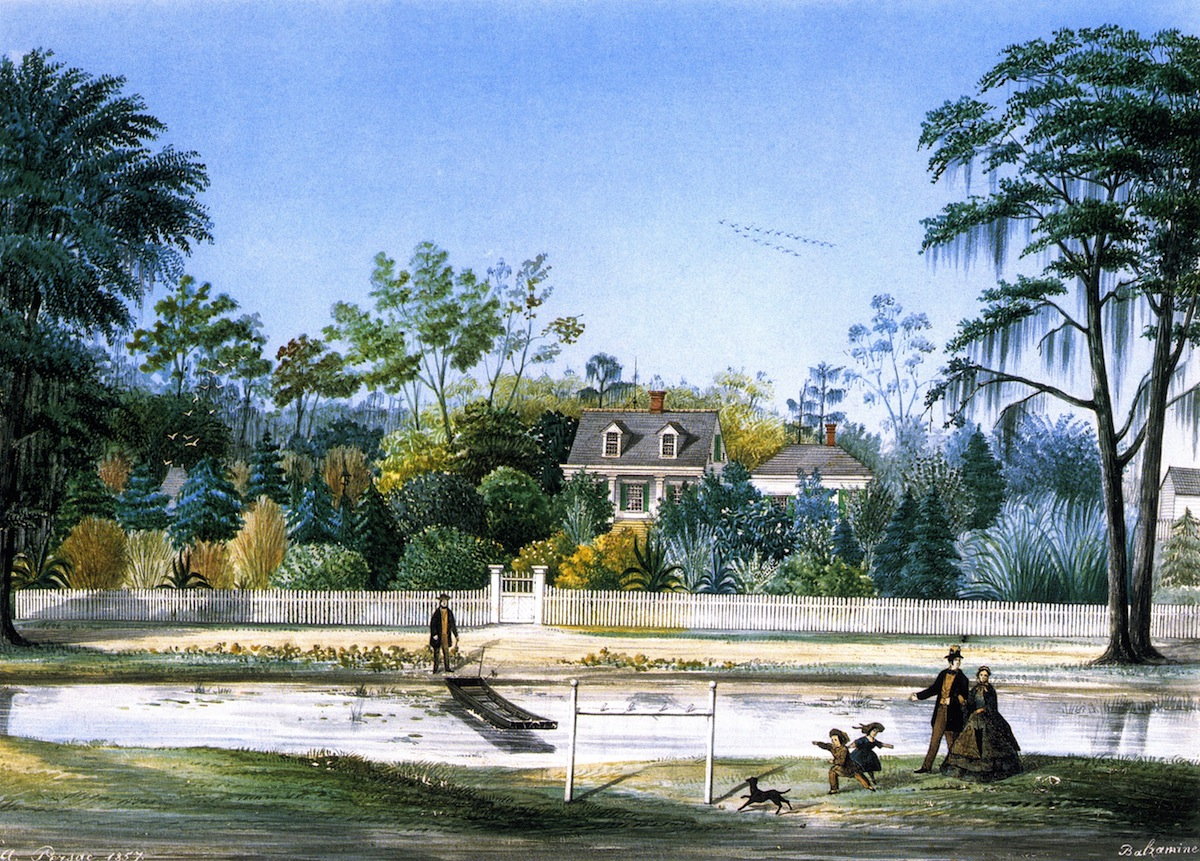
Balzamine (1857)

Marie Adrien Persac (* 14. Dezember 1823 in Saumur; † 21. Juli 1873 in Manchac, Louisiana) war ein französischer Maler, Kartograf und Fotograf, der in Louisiana lebte.

## Leben
Persac wurde 1823 als Sohn des Landbesitzers Pierre Edouard Persac und dessen Frau Pauline Sophie Marie Falloux in der französischen Stadt Saumur geboren. Er war das dritte von vier Kindern, hatte zwei Brüder und eine Schwester. Sein Großvater väterlicherseits war Bürgermeister von Saumur und besaß das Landgut Beaugrand, nach dem er und Nachfahren wie Adrien Persac sich mitunter nannten (de Beaugrand). Sein Großvater mütterlicherseits, Paul A. E. Falloux, war Bürgermeister von Charcé und Besitzer des Landguts Châteaufort.
Über Persacs Ausbildung sind keine gesicherten Details bekannt. Er reiste nach Lyon und lebte möglicherweise einige Zeit auch dort. Um 1842 ging er nach Amerika, wo er als Künstler, Fotograf und Kartograf tätig war. Er arbeitete vermutlich auch als Ingenieur und Architekt und betrieb mit dem Kapital seiner Mutter eine Apfelplantage in Jefferson County, Indiana. 
Am 8. Dezember 1851 heiratete er Odile Daigre, Tochter eines Farmers, in Baton Rouge und lebte zunächst bei ihrer Familie in Manchac, Louisiana. Dort kamen auch ihre drei Söhne zur Welt (* 1852, 1854, 1866). 
1856 unterhielt Persac gemeinsam mit William G. Vail ein kurzlebiges Fotostudio (Daguerreotypie) in Baton Rouge. Er unternahm ausgedehnte Reisen, unter anderem für seine später erscheinende Karte des Mississippi River. 
Um 1859 kam Persac nach New Orleans, wo er transparente Aquarelle von Häusern und Grundstücken für das notarielle Archiv der Stadt anfertigte. Während er sich zunächst noch häufig bei seiner Familie aufhielt, lebte er ab 1865 die meiste Zeit in New Orleans. In diesem Jahr eröffnete er mit Legras ein Fotogeschäft für künstlerische Fotografie im Ambrotypie-Verfahren. Da Persac zeitlebens die französische Staatsbürgerschaft behielt und die amerikanische nicht beantragte, wurde er während des Sezessionskriegs nicht eingezogen.
Eine Erbschaft ermöglichte Persac das Spekulieren mit Immobilien und eine Reise nach Frankreich, wo er sich ca. 1867 bis 1868 aufhielt.
Ab 1867 ließ sich Persac im City directory von New Orleans als Architekt führen, später auch als Künstler und schließlich 1873 als Ingenieur. 1869 gründete er eine Zeichen- und Malschule, wo er Porträt- und Landschaftsmalerei in Öl und Aquarell unterrichtete. 
Mit 50 Jahren starb Persac krankheitsbedingt 1873 im Haus der Daigres in Manchac. Sein Grab befindet sich auf dem katholischen Friedhof in Baton Rouge.

## Werk
Persac wurde vor allem durch sein Werk Norman's Chart of the Lower Mississippi River bekannt, eine 5 Fuß lange Karte, die den Unterlauf des Mississippi dokumentiert. Der kolorierte Stahlstich wurde basierend auf Persacs vier Gouache-Vorlagen von J.H. Coulton in New York gedruckt und 1858 von Benjamin Moore Norman als erster Teil einer unvollendeten Dreierserie veröffentlicht. Die von Ranken umrahmte Karte zeigt die Grenzen und Namen der Besitzer am Mississippi anliegenden Plantagen sowie Ansichten von New Orleans, Baton Rouge, einer Zuckerrohr- und einer Baumwollplantage.
Von besonderer Bedeutung für Persacs Gesamtwerk sind außerdem rund dreißig Gouache-Bilder mit Darstellungen von Plantagen und öffentlichen Gebäuden in Louisiana, die er für Privatkunden anfertigte. Sie entstanden, soweit datiert und bekannt, alle zwischen 1857 und 1861. Die Landschaften sind aus einer Panorama-Perspektive dargestellt, akkurat und detailreich. Typisch für Persacs Werke sind die im Collage-Stil aufgebrachten Figuren (Menschen und Tiere), die er häufig aus Magazinen und Büchern ausschnitt, teilweise aber auch selbst gestaltete.
Persac schuf außerdem Aquarelle, Lithografien und Fotografien. Er signierte seine Werke teilweise mit A. Persac.
Werke (Auswahl)
- Norman's Chart of the Lower Mississippi River (Karte der Region um den unteren Verlauf des Mississippi von Natchez bis New Orleans), 1858, mit Wasserfarben kolorierter Stahlstich auf Papier (nach Persacs Gouache-Vorlagen), 162,6 × 86,4 cm, Historic New Orleans Collection, New Orleans
- Balzamine (Plantage im Terrebonne Parish), 1857, 39,69 × 44,45 cm, Gouache/Collage auf Papier
- Port and City of New Orleans, 1858, 22,23 × 33,02 cm, Gouache auf Papier
- French Opera House (gleichnamiges Opernhaus in New Orleans), 1859, 40,32 × 59,69 cm, Gouache/Collage auf Papier, Historic New Orleans Collection, New Orleans
- Ile Copal (Plantage von Gouverneur Alexander Mouton im Lafayette Parish), 1860, 38,42 × 52,71 cm, Gouache/Collage auf Papier
- Bois de Flèche Plantation (Plantage im St. Martin Parish), 1861, 41,91 × 57,15 cm, Gouache/Collage auf Papier, Louisiana State Museum, New Orleans
- Interior of the Main Cabin of the Steamboat Princess/Imperial (Innenausstattung des Dampfschiffes Princess), 1861, 43,18 × 58,26 cm, Gouache/Collage auf Papier, Louisiana State University Museum of Art
- Shadows-on-the-Teche (Plantage im Iberia Parish), 1861, 43,18 × 55,88 cm, Gouache/Collage auf Papier
- Orange Grove (auch: Olivier Plantation; Plantage im St. Mary Parish), 1861, 40,01 cm × 55,88 cm, Gouache/Collage auf Papier, Louisiana State Museum
- Palo Alto (Plantage im Ascension Parish), 43,18 × 58,42 cm, Gouache/Collage auf Papier
- Daigre House (Anwesen der Familie von Odile Daigre in Manchac), 29,53 × 44,13 cm

## Ausstellungen (Auswahl)
- 1868: Paris
- 1872: Uter's Store
- 2000: Louisiana State University Museum of Art, Baton Rouge (Einzelausstellung)
- 2001: Historic New Orleans Collection, New Orleans (Einzelausstellung)